# Луценко Віктор Анатолійович
Ві́ктор Анато́лійович Луце́нко — молодший сержант Збройних сил України, учасник російсько-української війни.
Станом на березень 2017 року — поліцейський, полк поліції особливого призначення № 1 ГУНП у місті Києві.

## Нагороди
14 серпня 2014 року — за особисту мужність і героїзм, виявлені у захисті державного суверенітету та територіальної цілісності України, вірність військовій присязі під час російсько-української війни, відзначений — нагороджений орденом «За мужність» III ступеня.